# Rei da Polícia Montada
Rei da Polícia Montada (no original King of the Royal Mounted) é uma série de histórias em quadrinhos, protagonizada pelo personagem fictício Dave King, criado por Stephen Slesinger em 1935. Slesinger adquiriu o direito do uso do nome do popular escritor de faroeste Zane Grey e passou a publicar as histórias sob o título de Zane Grey's King of the Royal Mounted, inicialmente publicada como tira de jornal a partir de 1936. A série também teve Big Little Books.
Soldado e depois Sargento, Dave King é um militar da Polícia do Canadá conhecida no Brasil pelo nome de Polícia Montada.
Depois que Zane Grey se desinteressou pelas tiras, seu filho Romer passou a colaborar com Slesinger na continuação das histórias. Os desenhos nos quadrinhos foram feitos por Allen Dean, Charles Flanders e Jim Gary. Romer, Slesinger e Allen Dean também produziram outra tira com o nome de Grey, o faroeste Tex Thorne, que também foi adaptado para o rádio e Big Little Books.
Seriados para o cinema foram produzidos em 1937, 1940 e 1942, estrelados por Allan "Rocky" Lane. Houve um filme em 1936 (com Robert Kent).

## Quadrinhos
King of the Royal Mounted foi distribuído pela King Features Syndicate e lançado como Pranchas dominicais pela primeira vez em 17 de fevereiro de 1935. Em março de 1936 foi lançada a tira diária.
A tira original foi muito influente e, no Reino Unido surgiu Dick Daring of The Mounties (Dick Valente no Brasil ou Jim Canada em outros países da Europa), publicado originariamente entre 1951 e 1963 (que depois do término da série original inglesa de Reg Bunn, publicada na revista Thrilling Pictures Library da Fleetway Library a partir de 1961, teve a produção continuada por artistas espanhóis e italianos), surgiu também o Sargento Preston do Yukon, protagonista do programa radiofônico Challenge of the Yukon (criado por George W. Trendle e Fran Striker, os mesmos de Lone Ranger e Green Hornet) e depois série de TV de 78 episódios, distribuídos por três temporadas entre 1955 e 1958. A ação se passava por volta de 1890 e o sargento da Polícia Montada era auxiliado pelo cão Yukon King. A Four Color publicou 4 números com esse personagem que depois teria título próprio que duraria mais 25 números (5 a 29). Outras séries inspiradas foram The Red Fox of the Royal Canadian Mounted Police publicada pela Magazine Enterprises na revista Manhunt e Northwest Mounties, publicada pela St. John Publications.
No Brasil
Os quadrinhos foram publicados no Brasil na década de 1950 na revista O Guri e em título próprio na década de 1960 pela O Cruzeiro, com o protagonista sendo chamado de Sargento Ricardo. Depois seria relançado pela RGE sendo que nessas revistas apareceram histórias de Dick Daring of The Mounties.
A CETPA (Cooperativa Editora e de Trabalho de Porto Alegre) publicou no início da década de 1960, a tira Aba Larga, ilustrada por Getulio Delphim, a tira retratava um membro da Polícia Montada do Rio Grande do Sul.

## Big Little Books
- King of the Royal Mounted, 1936, Big Little Book GW138-1103
- King of the Royal Mounted and the Northern Treasure, 1937, Big Little Book GW180-1179
- King of the Royal Mounted Gets His Man, 1938, Big Little Book  GW230-1452
- King of the Royal Mounted and the Great Jewel Mystery, 1939, Better Little Book SW32-1486
- King of the Royal Mounted and the Long Arm of the Law, 1942, Better Little Book SW119-1405

## Cinema
King of the Royal Mounted, 20th Century Fox, 11 de setembro de 1936, estrelado por Robert Kent. Foi renomeado para Romance of the Royal Mounted quando foi lançado em vídeo.
- King of the Royal Mounted (1940) - seriado da Republic Pictures estrelado por Allan "Rocky" Lane.
- King of the Mounties (1942) - outro seriado da Republic estrelado por Allan "Rocky" Lane